# Augusta (namn)

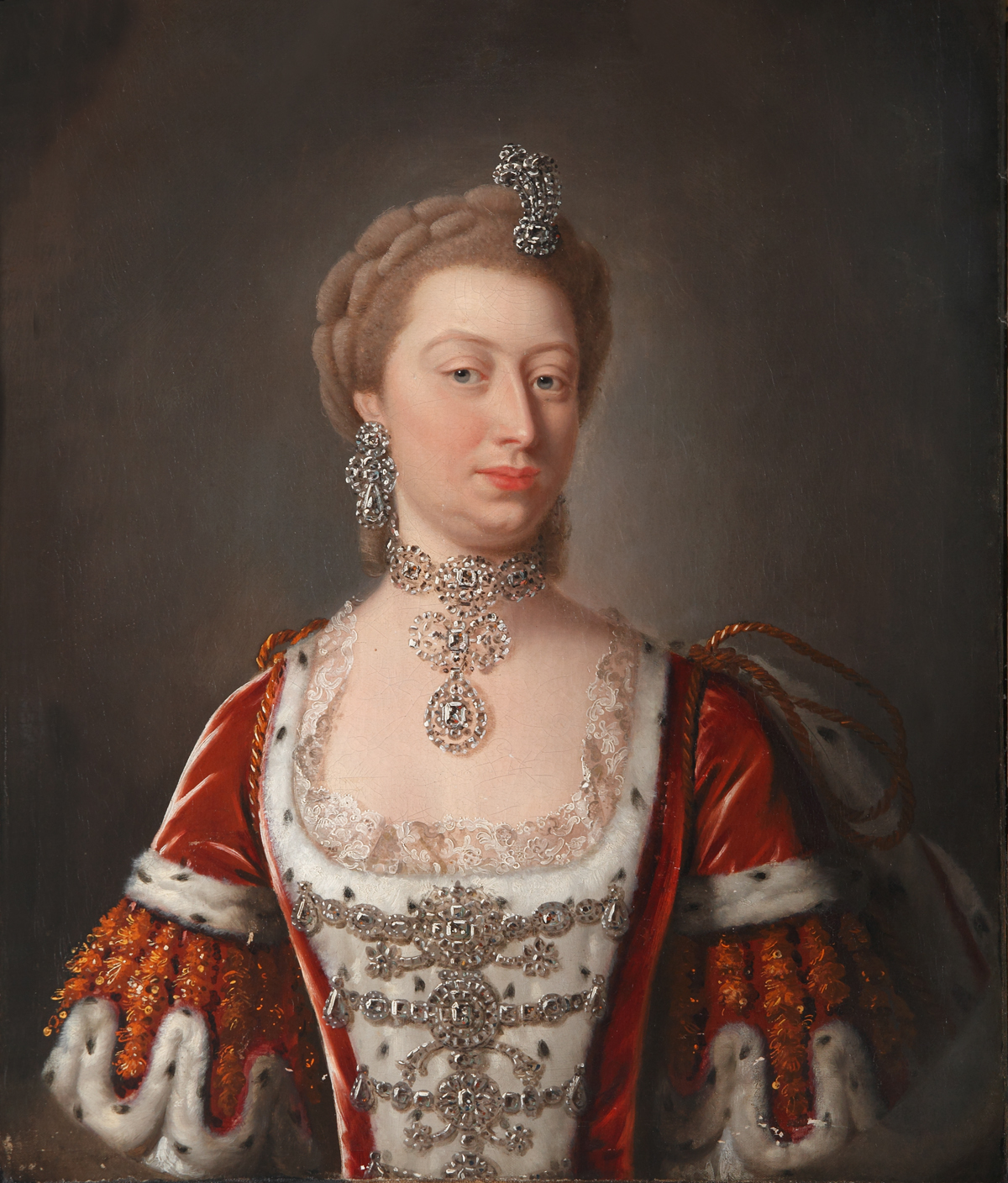
Augusta av Sachsen-Gotha

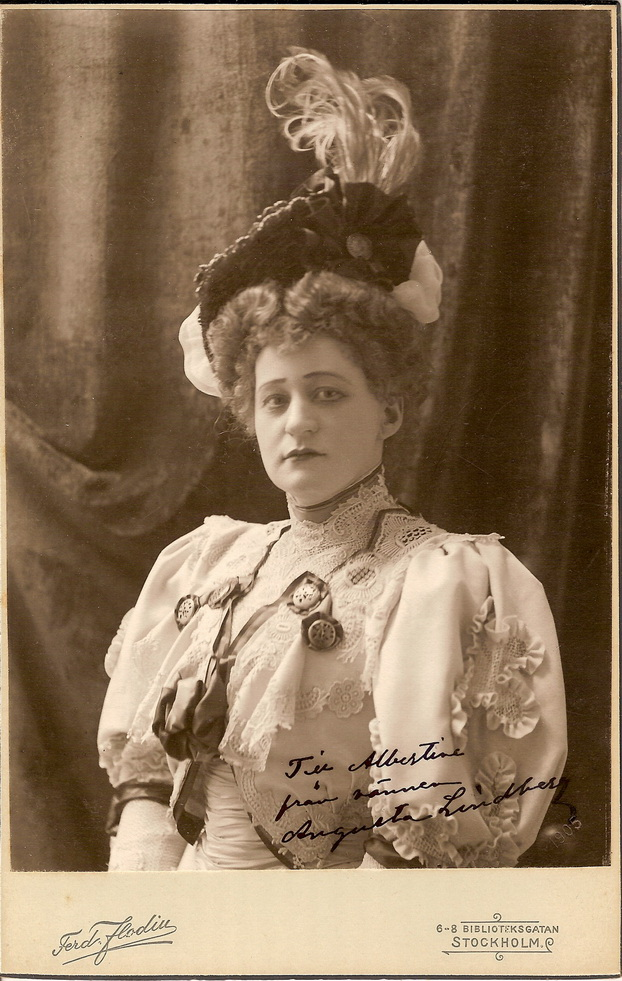
Augusta Lindberg

Augusta är ett kvinnonamn. Det är femininformen av Augustus och August, som betyder upphöjd, vördnadsvärd och har använts i Sverige sedan 1600-talet.
Namnet är ovanligt i Sverige. Numera förekommer det huvudsakligen som andranamn. Vid förra sekelskiftet var dock Augusta ett av de 50 vanligaste kvinnonamnen.[källa behövs]
Den 31 december 2014 fanns det totalt 2 279 kvinnor folkbokförda i Sverige med namnet Augusta, varav 136 bar det som tilltalsnamn.
Namnsdag: 7 januari (före 1993 firades namnsdagen 9 september). I den finlandssvenska namnsdagslängden har Augusta namnsdag 7 januari sedan 1929, då en egen namnsdagskalender togs i bruk för finlandssvenskar, med en paus 1950–1972.

## Personer med namnet Augusta
- Augusta av Bayern, vicedrottning av Italien, hertiginna av Leuchtenberg och furstinna av Eichstätt
- Augusta Karolina av Braunschweig-Wolfenbüttel, tysk hertiginna
- Augusta av Cambridge, tysk hertiginna
- Augusta av Danmark, dansk prinsessa, hertiginna av Holstein-Gottorp
- Augusta av Hessen-Darmstadt, tysk furstinna
- Augusta av Hessen-Kassel, tysk prinsessa
- Augusta av Hessen-Kassel, hertiginna av Cambridge, brittisk prinsessa
- Augusta av Preussen, tysk furstinna
- Augusta av Reuss-Köstritz, tysk hertiginna
- Augusta av Sachsen-Gotha, brittisk kronprinsessa
- Augusta av Sachsen-Weimar, preussisk drottning och tysk kejsarinna
- Prinsessan Augusta av Storbritannien, brittisk prinsessa
- Augusta Andersson, svensk restaurangägare
- Augusta Arrhenius, svensk ballerina
- Augusta Björkenstam, svensk företagare
- Augusta Brandes, svensk entreprenör
- Augusta Braunerhjelm, svensk författare
- Augusta Fersen, svensk hovdam, en av "De tre gracerna"
- Augusta Holmès, fransk kompositör
- Augusta Jansson, svensk företagare
- Augusta Lindberg, svensk skådespelare
- Augusta Lundin, svensk modeskapare
- Augusta Salling, grönländsk politiker
- Augusta Schrumpf, norsk skådespelare
- Augusta Tonning, svensk rösträttsaktivist